# 舒逸推理
舒逸推理（英語：Cozy mystery），是推理小說的一種类型，通常不包含性和暴力的情節。侦探主角多為业余偵探，而犯罪與侦查的舞台多是在小型、人際關係緊密的社区中。與舒逸推理相對，冷酷派作品包含更多暴力和露骨的性行为。舒逸推理誕生於20世纪晚期，当时推理作家试图重建黄金时代(1920's)的侦探小说。 

## 腳註
1. ↑  .   [2022-10-09]. （原始内容存档于2022-11-14）.